# Sériová výroba

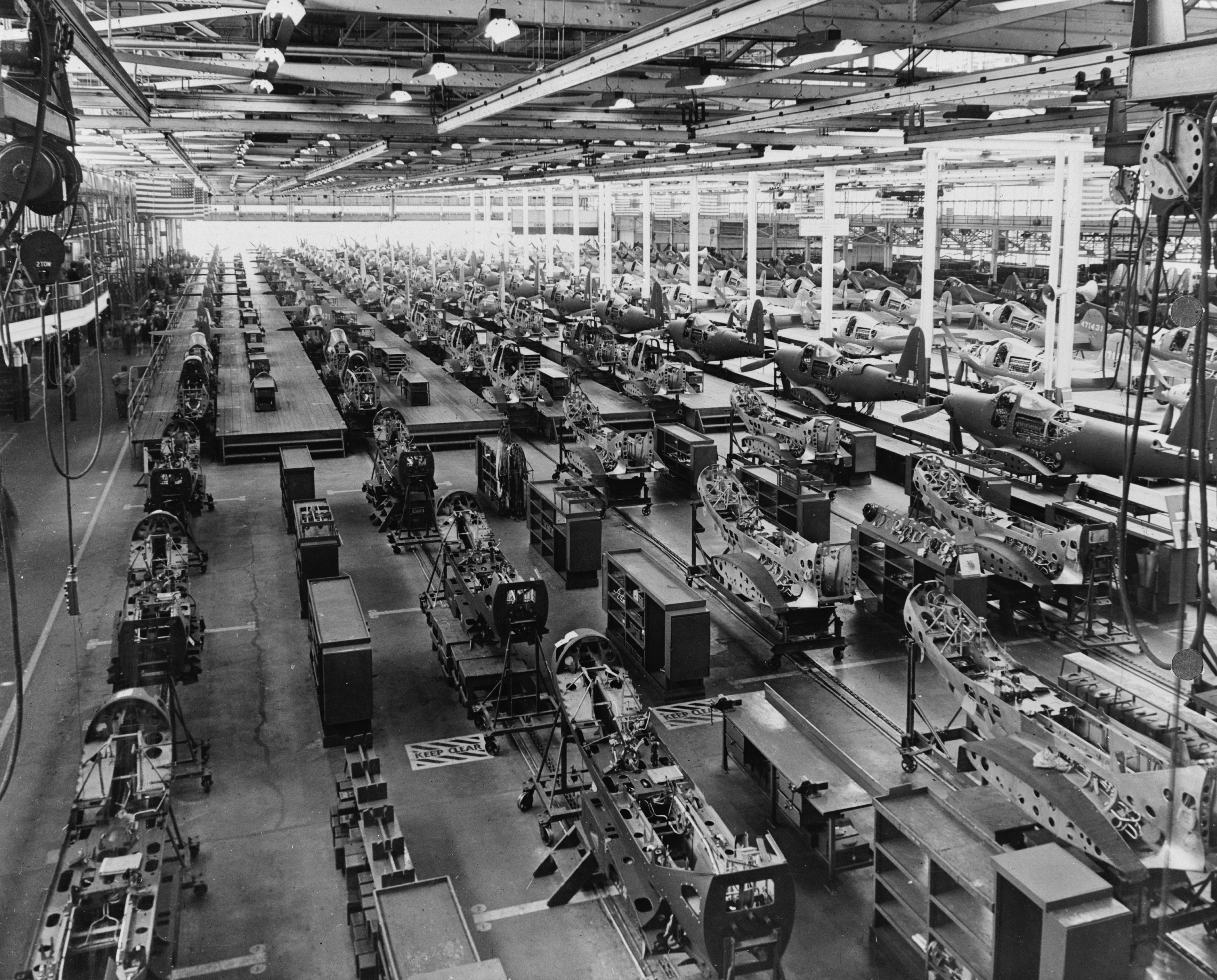
Sestavovací hala částí do letadel.

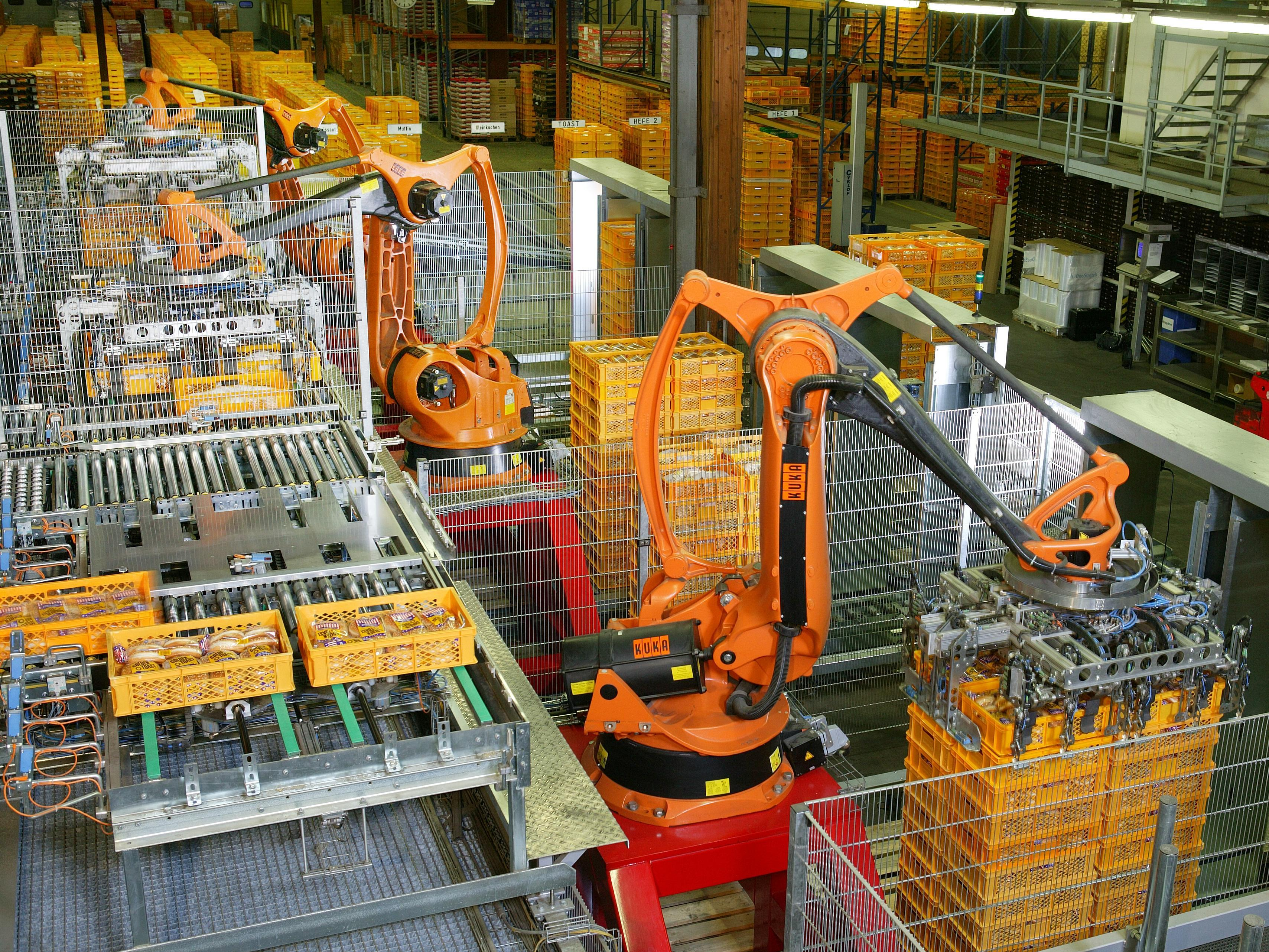
Robotizace balení (v tomto případě pečiva) do palet

Sériová výroba je výroba určitého množství stejných výrobků s použitím zaměnitelných či přímo standardizovaných součástek a dílů (též zvaných modulů). Zaměnitelností se rozumí skutečnost, že k montáži je možné použít kterýkoliv dodaný kus daného druhu bez dodatečného přizpůsobování či párování; je předem zajištěno, aby splňoval požadované vlastnosti s odpovídajícími tolerancemi. Tuto vlastnost mají potom i náhradní díly k sériovým výrobkům (objednávání podle katalogu).
Vznik a stále trvající rozvoj sériové výroby je těsně spjat s rozvojem nejrůznějších souvisejících technologií - výrobních strojů vůbec, zaváděním montážních linek, automatů, robotů, dodávkou koncentrovaných energií, rozvojem technických věd jako je např. metrologie, s využíváním poznatků matematické statistiky. Vyžaduje velmi přesné řízení a plánování výroby včetně navazující logistiky, toto je dnes velmi často zajišťováno pomocí počítačů a specializovaného software.
Rozvoj sériové výroby způsobil a způsobuje hluboké společenské změny.

## Historie

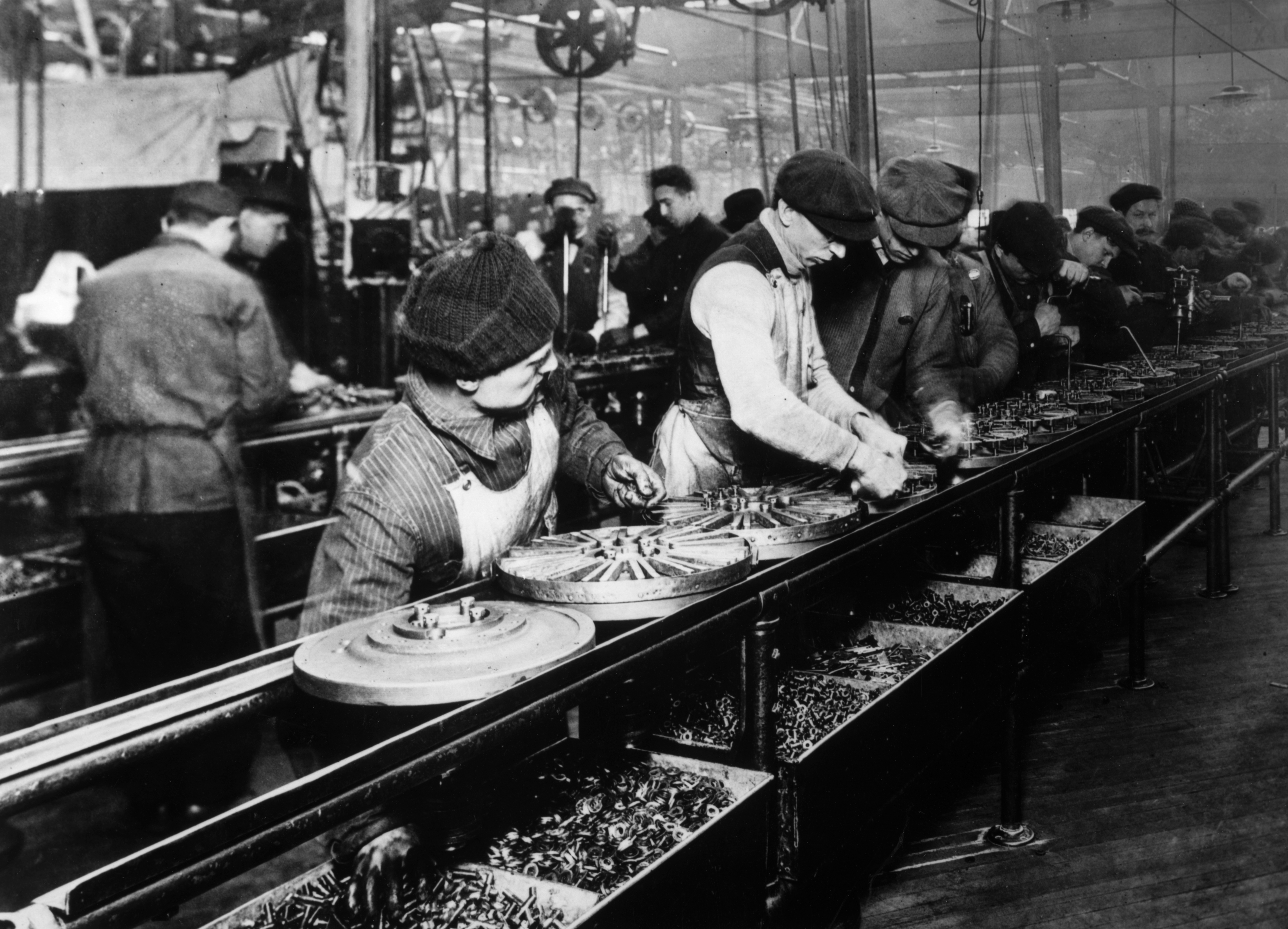
Pásová výroba ve Fordových závodech (1913)

První náznak „sériové“ výroby by se dal najít ve středověké Číně – první takový standardizovaný objekt byl šíp (tamní lučištníci používali do té doby své vlastní šípy a měli problémy použít šípy od někoho jiného). Za jiný významný vynález, který započal (svým způsobem) „masovou výrobu“ (v tomto případě knih), by se dal označit knihtisk.
Nemanuální výroba předmětů ve standardizovaných, sestavitelných částí začínala v 19. století, ale v porovnání s manufakturami byla spíše výjimkou. Příkladem by mohla být produkce zbraní v Springfield Armory během americké občanské války, nebo výroba hodinek z ozubených koleček a jiných dílů, které bylo v 90. letech 19. století již možno získat samostatně.
Sériová výroba byla popularizován a v 2. dekádě a 20. letech 20. století Henry Fordem v jeho Ford Motor Company, která zavedla elektrické motory do (do té doby již známé) technologie řetězové (sekvenční) výroby a začala novou éru (též zvanou jako druhá průmyslová revoluce). Fordův vklad do zdokonalení této technologie bylo nejenom zužitkování výhod elektrické energie, ale i komplexní přístup ke zhoštění se problému masové výroby jako celku – uměl analyzovat, které úseky výrobu nejvíce zpožďují, které jsou nejobtížnější a na které se musí nejdéle čekat, a ty pak kvantitativně nebo technologicky vyrovnat (například tím, že začal více využívat montážní linky a sestavovat své motory ze součástí, předem sestavených a vyrobených v jiném úseku). Též více plánoval, používal paralelní zpracování a uměl lépe koordinovat dodávky materiálu a distribuci směrem k obchodníkům a koncovým zákazníkům.

## Výhody
- kvantitativně vysoká produkce (i poměr kvality produktu k času spotřebovaného na jeho vyrobení), např. v porovnání se zakázkovou výrobou
- použití strojů a robotů „osvobozuje“ od namáhavé, nebezpečné či monotónní práce nebo práce v nebezpečných nebo zdravotně závadných podmínkách
- rychlost výroby a přesnost jednotlivých výrobků
- redukce možné chyby člověka a „lidského faktoru“
- většina aplikací sériové výroby je pečlivě navržena s ohledem na výsledek, efektivitu práce, minimalizaci odpadu

## Nevýhody
- jednotlivé výrobní úseky se obtížněji přestavují nebo přizpůsobují novým podmínkám
- vyšší energetická spotřeba
- složitost zavedení, provozu (a případného zrušení)
- velké pořizovací náklady (vystavění sériové výroby je schůdnější pro větší firmy, navíc s dlouhodobějšími plány na mnoho let dopředu)
- u některého sortimentu se víc cení manuální výroba a to, že „každý výrobek je originál“
- vloudí-li se do sériové výroby chyba, jsou zasaženy potenciálně miliony výrobků. Za příklad může posloužit výrobní chyba jednoho z prvních procesorů Intel Pentium nebo infekční onemocnění, které zasáhlo největší masokombinát ve Spojených státech amerických a ohrozilo masné výrobky v celkovém objemu několika tisíc tun zpracovávaného masa.
- s rizikem výroby velkého množství vadných výrobků souvisí i delší doba příprav a testování a menší flexibilita v reakci na zjištění vady (daná i komplexností celého procesu)